# Estádio Nacional
Estádio Nacional (wym. [(ɨ)ˈʃtadi̯u nɐsi̯uˈnaɫ], uproszczona polska /(y)sztadju nasjunal/; port. Stadion Narodowy) – stadion wielofunkcyjny, który znajduje się w kompleksie sportowym Centro Desportivo Nacional do Jamor, w Oeiras pod Lizboną. Na tym obiekcie swoje mecze rozgrywa reprezentacja Portugalii w piłce nożnej. Stadion może pomieścić 37 593 osoby. Właścicielem stadionu jest Portugalski Związek Piłki Nożnej. Od 1946 roku, na stadionie jest tradycyjnie rozgrywany finał Pucharu Portugalii, tylko pięć razy od tego czasu odbył się na innych stadionach. W sumie ponad 50 krajowych finałów Pucharu rozgrywane były na tym obiekcie. Najbardziej prestiżowy międzynarodowy mecz, który grał tutaj, to był finał Pucharu Europy w 1967 roku pomiędzy klubami Celtic F.C. i Inter Mediolan. Mecz zakończył się wynikiem 2-1 na korzyść Celticu. Celtic stał się pierwszym brytyjskim klubem, który wygrał główny europejski trofeum klubowy. Zespół Jock Steina, który zdobył historyczne zwycięstwo, otrzymał nazwę "Lizbońskie Lwy".
We wrześniu 2012 roku Portugalska Federacja Piłkarska ogłosiła, że stadion będzie poddany renowacji, która ma się rozpocząć w 2014 roku.